# Mischocyttarus santacruzi
Mischocyttarus santacruzi är en getingart som beskrevs av Lynn R.G. Raw 2000. Mischocyttarus santacruzi ingår i släktet Mischocyttarus och familjen getingar. Inga underarter finns listade i Catalogue of Life.